# Dieter Scheffner
Dieter Scheffner (* 23. März 1930; † 24. Juni 2009) war ein deutscher Neuropädiater, Epileptologe und Hochschullehrer.

## Leben
Nach dem Medizinstudium in Heidelberg und Innsbruck absolvierte er seine Facharztweiterbildung an der Universitäts-Kinderklinik Kiel (Hermann Doose).
Nach seiner Habilitation leitete Scheffner von 1962 bis 1969 die Abteilung Neuropädiatrie an der Universitäts-Kinderklinik Homburg/Saar, danach war er von 1969 bis 1987 Direktor der Neuropädiatrischen Abteilung der Universitäts-Kinderklinik Heidelberg und von 1987 bis 1998 Leiter der Abteilung Pädiatrie IV mit Schwerpunkt Neuropädiatrie an der Freien Universität Berlin, Klinikum Rudolf Virchow, sowie des Berliner Max-Bürger-Zentrums für die Behandlung behinderter Kinder.
Ab 1998 war Scheffner Beauftragter der Charité für den Reformstudiengang Medizin.
Er war u. a. langjähriges Mitglied des Königsteiner Arbeitskreises für Epilepsie sowie Mitbegründer und von 1993 bis 2007 im Vorstand der Inge und Johann Heinrich Berger-Langefeldt-Stiftung („zur Förderung von Personen, die infolge äußerer Einwirkungen an Epilepsie erkrankt sind“).
Scheffner war u. a. von 1988 bis 1998 zusammen mit Erwin-Josef Speckmann (Münster) und Peter Wolf (Bielefeld-Bethel) Herausgeber der „Epilepsie-Blätter. Rundbrief und Zeitschrift der Deutschen Sektion der Internationalen Liga gegen Epilepsie“ im Bethel-Verlag, Bielefeld, als Vorläufertitel der heutigen „Zeitschrift für Epileptologie“ der Deutschen Sektion der Internationalen Liga gegen Epilepsie (ILAE) (seit 2004: Deutsche Gesellschaft für Epileptologie), von 1989 bis 1991 Vorsitzender der Deutschen Sektion der Internationalen Liga gegen Epilepsie sowie Gründungsmitglied und zweimaliger Präsident der Gesellschaft für Neuropädiatrie.
Er wurde unter anderem 1999 mit der Ehrenmitgliedschaft der Deutschen Sektion der ILAE und mit der Ehrenmitglied der Gesellschaft für Neuropädiatrie ausgezeichnet.

## Werk
Neben zahlreichen Zeitschriftenveröffentlichungen, in denen er u. a. als Erster auf das Risiko eines tödlichen Leberversagens insbesondere bei Kleinkindern unter einer Therapie mit Valproinsäure aufmerksam machte, war Scheffner Mitherausgeber einiger Bücher.